# Avenae
Cet article possède des paronymes, voir Avena et Avenas.
Le mot avenae est originellement le génitif singulier d'un nom latin signifiant « avoine ».
En taxonomie, le mot avenae (« de l'avoine ») est employé comme épithète spécifique pour nommer plusieurs espèces animales ou végétales. Pour les espèces concernées, voir la liste générée automatiquement.